# Parafia Narodzenia Najświętszej Maryi Panny w Pieczyskach
Parafia pw. Narodzenia Najświętszej Maryi Panny w Pieczyskach – rzymskokatolicka parafia należąca do dekanatu czerskiego, archidiecezji warszawskiej, metropolii warszawskiej Kościoła katolickiego. W parafii posługują księża archidiecezjalni. Według stanu na listopad 2019 proboszczem parafii był ks. Andrzej Pawelski. 